# Frades Franciscanos da Imaculada
Os Frades Franciscanos da Imaculada (Latim: Congregatio Fratrum Franciscanorum Immaculatae; F.F.I.) são um instituto religioso de Direito Pontifício estabelecido pelo Papa João Paulo II a 1 de janeiro de 1998. Este instituto religioso foi fundado por dois sacerdotes franciscanos conventuais – o Padre Stefano Maria Pio Manelli e o Padre Gabriel Maria Pelletieri – a 2 de agosto de 1970, na Itália, e constitui uma reforma bastante acentuada ao carisma da Ordem dos Frades Menores Conventuais. É o ramo masculino das Irmãs Franciscanas da Imaculada.

## Carisma
A vocação ou carisma das comunidades dos Frades Franciscanos da Imaculada, assim como das Freiras, baseia-se no propósito de viver a mesma vida de obediência, pobreza e castidade de São Francisco de Assis, Santa Clara de Assis e São Maximiliano Maria Kolbe, e ainda com uma especial característica que deu origem a este novo instituto religioso franciscano que é aquela de os seus membros serem totalmente consagrados à Santíssima e Imaculada Virgem Maria com um voto, denominado de Voto Mariano, o qual permite a estes religiosos de viverem uma consagração ilimitada à Virgem Imaculada, para levar o reino de Jesus Cristo a todos os corações na maneira mais bela e rápida: «pela Imaculada, com a Imaculada e na Imaculada».